# Friedenweiler
Friedenweiler – miejscowość i gmina w Niemczech, w kraju związkowym Badenia-Wirtembergia, w rejencji Fryburg, w regionie Südlicher Oberrhein, w powiecie Breisgau-Hochschwarzwald, wchodzi w skład wspólnoty administracyjnej Löffingen. Leży nad rzeką Wutach, na wschód od Titisee-Neustadt.